# Marie (Schiff, 2013)
Die Marie (Eigenschreibweise MARIE) ist der 2013 fertiggestellte Nachbau eines historischen Motorbootes aus dem Jahr 1908, das auf dem zentralen Wasserlauf im Bremer Bürgerpark als Ausflugsboot eingesetzt wird.

## Die ersteMarie

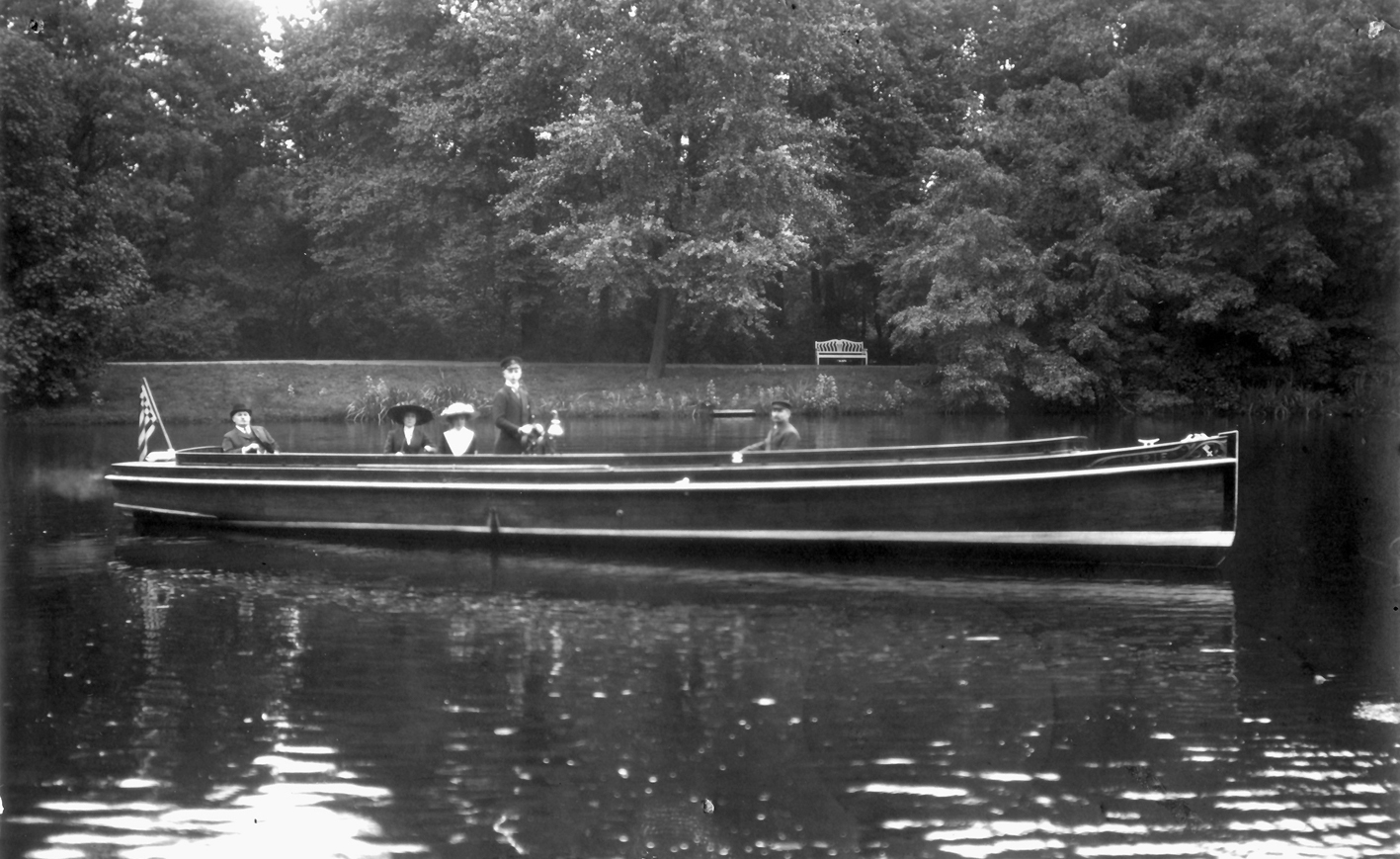
Die ursprüngliche Marie, 1913

Die ursprüngliche Marie war ein am 8. November 1908 ausgeliefertes Ausflugsboot, das die Gewässer des Bürgerparks befahren hat. Sie war auf der Lürssen-Werft gebaut worden, die bereits 1886 zusammen mit Gottlieb Daimler das erste Motorboot der Welt, die Rems, gebaut hatte. Die Marie hatte eine Länge von 12,52 Metern, eine Breite von 2,31 Metern, war in Kraweelbauweise konstruiert und mit einem Dieselmotor von Daimler mit 7,5 PS Leistung ausgestattet. Sie bot bis zu 50 Passagieren Platz.
Benannt war das Boot nach Marie Hagemann, der Tochter des damaligen Pächters der Meierei im Bürgerpark. Ein zweites, baugleiches Boot aus dem Jahr 1913 trug den Namen Meierei – es ersetzte ein älteres Boot gleichen Names aus dem Jahr 1902.
Während des Ersten Weltkriegs ruhte der Betrieb der Motorboote im Bürgerpark und wurde erst im Frühjahr 1921 wieder aufgenommen. Im Zweiten Weltkrieg wurden beide Boote beschädigt und nach 1945 auf Abbruch verkauft.

## Der Nachbau
Auf Initiative des Bürgerparkvereins-Ehrenmitglieds Walter Messerknecht wurde 2009 ein Nachbau der Marie bei der Bremer Bootsbau Vegesack gGmbH in Auftrag gegeben. Abmessungen und Form des Bootes wurden dabei Originalplänen von Lürssen aus dem Jahr 1913 entnommen. Auf Grund der Insolvenz der Bremer Bootsbau 2012 wurde der Bau schließlich auf der Bootswerft Winkler in Burglesum fertiggestellt. Finanziert wurde der Nachbau durch zweckgebundene Spenden.
Die neue Marie wiegt 4,15 t. Der Rumpf ist aus Lärchenholz, beplankt mit auf Hochglanz polierten Mahagoni. Als Auftriebskörper dient die Innenschale. Sie besteht aus Hartschaum der mit glasfaserverstärktem Kunststoff überzogen ist. Ein 9-PS-Elektromotor treibt das Boot mit zirka 4 km/h an. Die Batterien ermöglichen eine Betriebszeit von etwa 10 Stunden und können über Nacht im neu errichteten Bootshaus am Meiereisee aufgeladen werden. Darüber hinaus verfügt die Marie über einen kleinen Bug-Propeller, der das Anlegen erleichtert. Aus Sicherheitsgründen ist das Boot – im Unterschied zu seinem Vorgänger – nur für 30 Personen (plus 2 Mann Besatzung) ausgelegt.

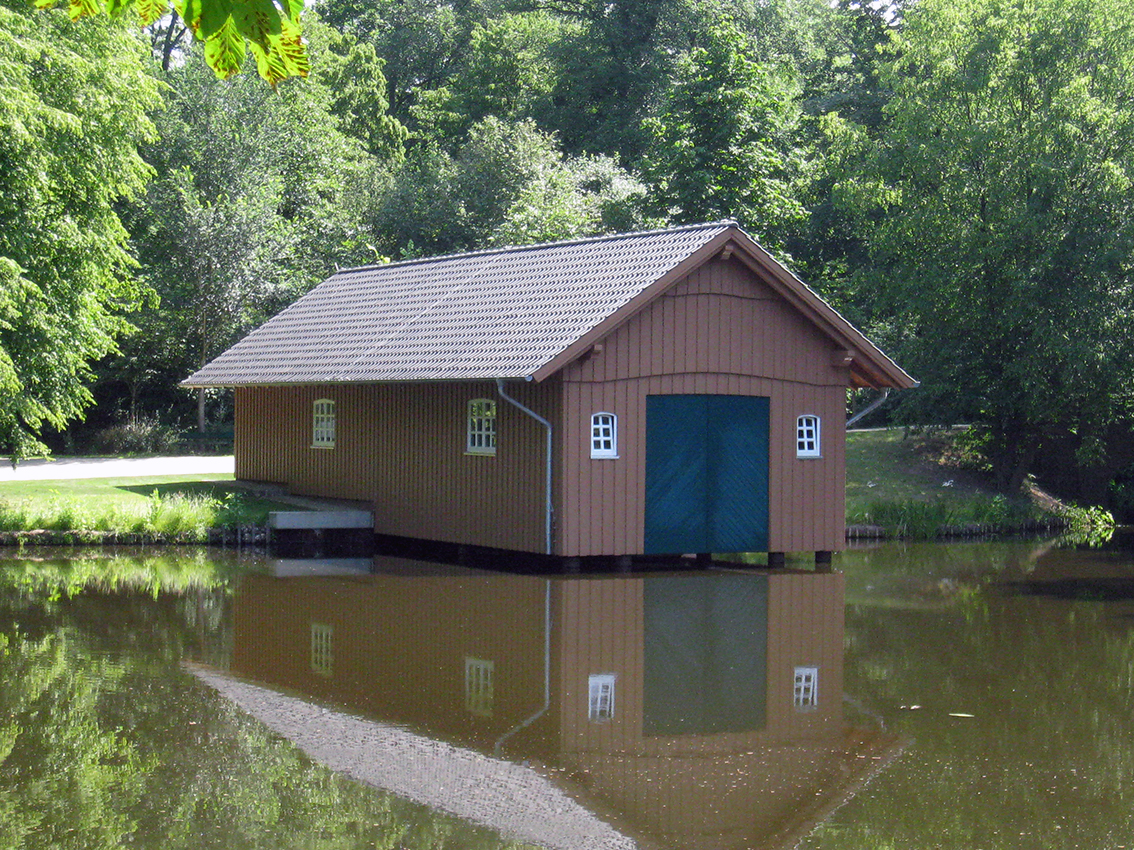
Das 2012 gebaute Bootshaus für die Marie am Meiereisee

Im April 2013 wurde die neue Marie zu Wasser gelassen und Pfingstsonntag, den 21. Mai 2013 getauft. Das Boot fährt bei gutem Wetter von Mai bis Oktober Freitags, an Wochenenden und Feiertagen auf einem Rundkurs über den zentralen Wasserlauf des Bürgerparks vom Bootshaus am Meiereisee vorbei am Laubengang zum Emmasee, weiter über das Tiergehege, zur Waldbühne und zurück zum Meiereisee. An vier Anlegern auf der Strecke ist das Ein- und Aussteigen möglich.
Die Besatzung wird in einer Kooperation von dem Projekt Torfkähne Bremen gestellt.